# Immadellana sikorae
Immadellana sikorae är en insektsart som först beskrevs av Jacobi 1917.  Immadellana sikorae ingår i släktet Immadellana och familjen dvärgstritar. Inga underarter finns listade i Catalogue of Life.